# Holmträsket (Arvidsjaurs socken, Lappland, 731841-167143)
Holmträsket är en sjö i Arvidsjaurs kommun i Lappland och ingår i Piteälvens huvudavrinningsområde. Sjön har en area på 0,119 kvadratkilometer och ligger 367 meter över havet. Sjön avvattnas av vattendraget Tjartsebäcken.

## Delavrinningsområde
Holmträsket ingår i det delavrinningsområde (731489-167302) som SMHI kallar för Ovan 731225-167794. Medelhöjden är 377 meter över havet och ytan är 47,14 kvadratkilometer. Det finns inga avrinningsområden uppströms utan avrinningsområdet är högsta punkten. Tjartsebäcken som avvattnar avrinningsområdet har biflödesordning 3, vilket innebär att vattnet flödar genom totalt 3 vattendrag innan det når havet efter 125 kilometer. Avrinningsområdet består mestadels av skog (90 procent). Avrinningsområdet har 0,65 kvadratkilometer vattenytor vilket ger det en sjöprocent på 1,4 procent.